# چرا آلبرت پینتو عصبانی میشه؟ (فیلم ۱۹۸۰)
چرا آلبرت پینتو عصبانی میشه؟ (به هندی: Albert Pinto Ko Gussa Kyoon Aata Hai) فیلمی محصول سال ۱۹۸۰ و به کارگردانی سعید اختر میرزا است. در این فیلم بازیگرانی همچون نصیرالدین شاه، شبانه اعظمی، اسمیتا پاتیل، اوم پوری، روهینی هاتانگادی، مشتاق خان، ساتیش شاه و اوتپال دوت ایفای نقش کرده‌اند.